# ساندرا سولي (صحفية)
ساندرا سولي (18 فبراير 1965-   ) مذيعة أخبار وصحفية أسترالية في نيوز فيرست 10 في سيدني وكوينزلاند.
التحقت سولي بمدرسة ولاية بريسبان الثانوية ، وتخرجت منها عام 1978. 

## مسيرتها
تعد سولي أول صحفية تلفزيونية أسترالية تغطي أخبار هجمات 11 سبتمبر ، حيث كانت على الهواء أثناء وقوع الهجوم الأول، وسرعان ما انتقلت إلى التغطية المباشرة للحادثة التي هزت العالم.  وكانت أول امرأة تشارك في استضافة إذاعة مهرجان كأس ملبورن واستمرت في ذلك لمدة سبع سنوات. 
في يونيو 2013 ، ترأست سولي وزميلها الصحفي في القناة العاشرة ، مات دوران ، تحرير برنامج جديد للجريمة في ليالي الإثنين يسمى "وانتيد: مطلوب"، وأجرت أيضًا مقابلات مع أقارب الضحايا لمناشدة الجمهور للمساعدة في حل القضية من خلال الاتصال بـ"كرايم ستوبيرس" (مانعو الجريمة).
اعتبارًا من 2018 ، تقدم سولي برنامج "سيلي 10 نيوز فيرست"  كما قدمت سولي برنامج 10 شهود عيان في التسعينيات ، بعد أن بدأت نشرة العاشرة الرئيسية في سيدني 
منذ سبتمبر 2020 ، قدمت سولي أيضًا نشرة كوينزلاند ، التي تم إنتاجها من سيدني ، كجزء من تغيير العلامة التجارية نيوز فيرست 10 . 

## تعرضها للاعتداء
كانت سولي ضحية لمطاردة في نوفمبر 1997. وتعرضت للاعتداء الجسدي مرتين في موقف سيارات بمنزلها بعد عودتها من نوبة متأخرة في الساعة العاشرة. وفي حفل توزيع الجوائز في أواخر عام 2006 ، أخبرت الضيوف أنها وظفت "اثنين من حراس الأمن" بعد الحادث.  وتزوجت سولي في عام 2011 ، وأصبحت أم لابنة زوجها بالتبني. 

## محطاتها التلفزيونية
| سنة                              | عنوان                       | دور            | ملحوظات      |
| -------------------------------- | --------------------------- | -------------- | ------------ |
| التسعينيات ، 2020 – الوقت الحاضر | عشرة شهود عيان نيوز بريسبان | قارئ الأخبار   |              |
| 2011 إلى الوقت الحاضر            | 10 نيوز فيرست سيدني         | قارئ الأخبار   |              |
| 2013                             | مطلوب                       | مضيف مشارك     | مع مات دوران |
| 2016                             | كل النجوم الأسرة العداء     | المتسابق       | حلقة واحدة   |
| 2017                             | هل كنت تركز؟                | ضيف مسابقة سيد | حلقة واحدة   |
| 2018-2019                        | انا مشهور. . أخرجني من هنا! | ضيف المشاهير   | 2 حلقة       |
| 2019                             | هيغيزي ، لدينا مشكلة        | مشكلة المشاهير |              |